# Franz Rudolezky
Das Unternehmen Franz Rudolezky, auch Rudoletzky geschrieben, war zu Zeiten der österreichisch-ungarischen Doppelmonarchie eine Export-Sauerkraut-Fabrik in Priesenitz bei Brünn in Mähren. Es wurde vielfach prämiert und sein Vertrieb war in der gesamten Doppelmonarchie aufgestellt.

## Geschichte

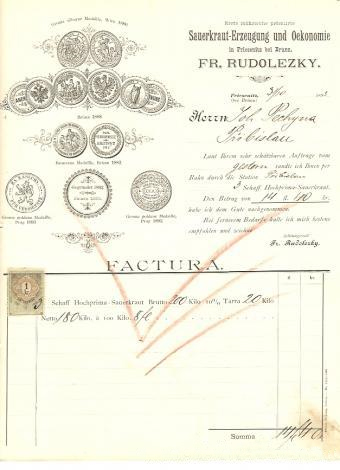
Faktura von Fr. Rudolezky aus dem Jahre 1893

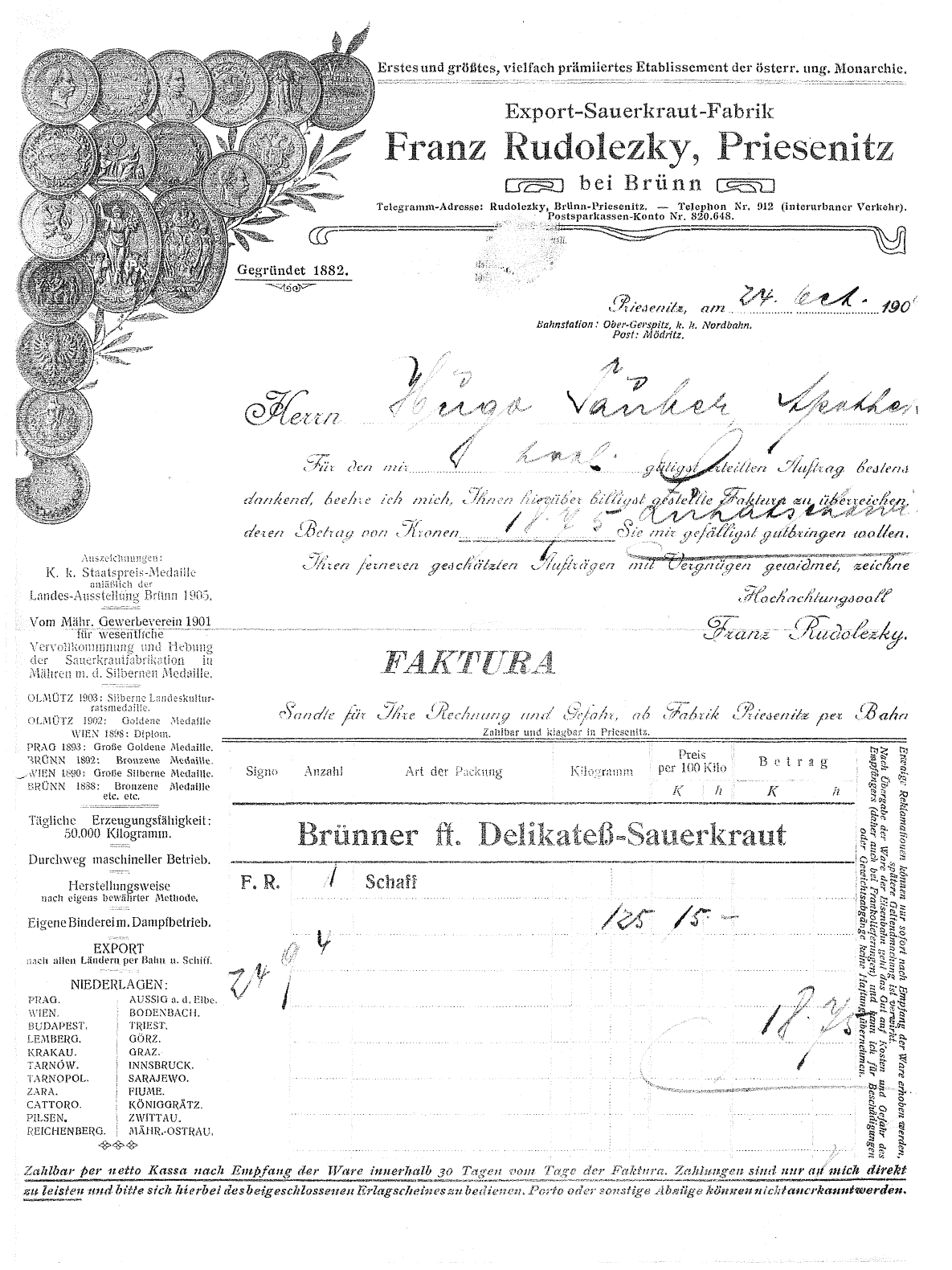
Faktura von Franz Rudolezky vor 1909

Sauerkraut war damals ein fester Bestandteil einer gesunden Mahlzeit in der Region und für seine nährstoffreichen Eigenschaften geschätzt. Mit der zunehmenden Industrialisierung im 19. Jahrhundert fing man an, Sauerkraut in größeren Maßen zu produzieren. Für diesen Zweck verbanden sich mehrere Krauthersteller in Mähren zu Genossenschaften. Die Krautgenossenschaft in der Gegend von Brünn bestand einst aus den Mitgliedern Mödritz, Morbes, Priesenitz und Schöllschitz. Obwohl Mödritz durch den Anbau von Kraut und dessen Verarbeitung allgemein bekannt war, war das Priesenitzer Sauerkraut ein Produkt, das in der gesamten Doppelmonarchie zu finden war.
1882 wurde das Unternehmen gegründet und von Franz Rudolezky geführt. Neben Sauerkraut wurden auch Gewürzgurken eingelegt. Rudolezky konnte in relativ kurzer Zeit das Unternehmen zu großer Blüte führen. Die Sauerkrautfabrik war unter der Firmierung „Erstes und größtes, vielfach prämiiertes Etablissement der österreichisch-ungarischen Monarchie“.
Franz Rudoletzky erhielt für die Produkte mehrere Auszeichnungen. So erhielt er nicht lange nach der Gründung bei der Ausstellung in Brünn 1888 die Bronzene Medaille, Wien 1890 die Silberne Medaille, Brünn 1892 die bronzene Medaille, Prag 1893 die Große Goldene Medaille, Wien 1898 das Diplom, Olmütz 1902 die Goldene Medaille, Olmütz 1902 die Silberne Landeskulturmedaille, 1901 vom Mährischen Gewerbeverein „für wesentliche Vervollkommung und Hebung der Sauerkrautfabrikation in Mähren“ die Silberne Medaille und anlässlich der Landes-Ausstellung in Brünn 1905 die K.k. Staatspreis-Medaille.
Um 1900 lag die tägliche Erzeugungskraft bei 50.000 Kilogramm. Ein durchweg maschineller Betrieb auf dem damals modernsten Stand stellte das Kraut her, die Herstellungsweise war nach eigens bewährter Methode. Es gab eine eigene Binderei mit Dampfbetrieb. Am Dachfirst des Hausbesitzers in Priesenitz prangte in gusseisernen Lettern der Name des Firmenbesitzers Rudolezky und zeugte so von seinem Wohlstand. Exportiert wurde nach allen Ländern per Bahn und Schiff. In der gesamten Monarchie und im Ausland gab es mehr als 20 Zweigniederlassungen, unter anderem in Prag, Wien, Budapest, Lemberg, Krakau, Tarnów, Tarnopol, Zara, Cattaro, Pilsen, Reichenberg, Aussig, Bodenbach, Triest, Görz, Graz, Innsbruck, Sarajewo, Fiume, Königgrätz, Zwittau und Mährisch-Ostrau.
Auch der kaiserliche Hof bei Wien wurde auf den Namen Rudolezky aufmerksam. Laut Überlieferung geruhte der Kaiser auf einer Ausstellung in Wien einen Rundgang zu machen. Rudolezky, der sich an der Ausstellung beteiligte, nutzte diese Gelegenheit, dem Kaiser auf sein Sauerkraut aufmerksam zu machen, und bot mit goldenem Besteck eine Kostprobe an. Die Verköstigung muss auf den Kaiser Eindruck gemacht haben. Für seine Verdienste und auf Grund der Qualität seiner Produkte wurde Franz Rudoletzky zum k.u.k. Hoflieferanten ernannt, 1913 taucht sein Name im Hofkalender zum ersten Mal auf.
Nach Franz Rudolezky übernahm später seine Tochter das Unternehmen, die den Buchhalter des Betriebes, einen Herrn Pórubski geheiratet hatte. Der Betrieb ging später in den Besitz der Gebrüder Grimm über.
Johann Grimm (* 17. Februar 1896 in Brünn-Unter-Gerspitz) ging in Priesenitz zur Schule. Nach Ende der Schulbildung ging er zu seinem Vetter Franz Rudolezky in die Lehre. Im Ersten Weltkrieg wurde er ins Heer eingezogen und kämpfte an der Ostfront, wo er in russische Gefangenschaft geriet. 1918 kehrte er heim und arbeitete wieder im Gärtnereibetrieb seiner Eltern Johann und Marie Grimm. Später arbeitete er wieder bei der Sauerkrautfabrik F. Rudolezky. 1931 übernahmen er und sein Bruder und Rudolf, beziehungsweise kauften die Sauerkrautfabrik von der Tochter des mittlerweile verstorbenen Begründers. Dieser Betrieb wurde musterhaft bis 1945 geführt.
Nach der Vertreibung der Familie im Odsun kam Johann Grim am 31. Mai 1945 in ein Arbeitslager. Er floh zu seiner Familie nach Österreich, die kurz danach nach Oberwittstadt in Deutschland transferiert wurde, von wo aus sie Jahre später ins wenige Kilometer entfernte Osterburken zog. Die alte Fabrikanlage in Priesenitz verfiel, da die deutschsprachigen Bewohner aus der Brünner Gegend ausgetrieben wurden. Erst Jahre später übernahmen Tschechen die Fabrikation, das Unternehmen ging jedoch insolvent.